# آزا-لو-ری
آزا-لو-ری (به فرانسوی: Azat-le-Ris) یک کمون در فرانسه است که در canton of Le Dorat واقع شده‌است. آزا-لو-ری ۵۶٫۲۲ کیلومتر مربع مساحت دارد.